# Gustav Flatow
Gustav Felix Flatow (Kościerzyna, 7 gennaio 1875 – campo di concentramento di Theresienstadt, 29 gennaio 1945) è stato un ginnasta tedesco di origine ebraica, vittima dell'Olocausto.

## Medaglie olimpiche
- - Trave squadre - Ginnastica - Atene, 1896
- - Parallele squadre - Ginnastica - Atene, 1896

## Altre posizioni
- 4º - Trave - Ginnastica - Atene, 1896
- 4º - Cavallo - Ginnastica - Atene, 1896
- 4º - Volteggio - Ginnastica - Atene, 1896
- 6º - Anelli - Ginnastica - Atene, 1896

## Biografia
Cugino di Alfred Flatow (altro membro della squadra ginnica tedesca), morto anch'esso a Theresienstadt.
Nacque a Berent (attuale Kościerzyna presso Danzica) nella Pomerania e si trasferì a Berlino nel 1892. 
Fece parte della squadra ginnica tedesca che si presentò alle Olimpiadi di Atene.
Data la giovane età, partecipò anche alle Olimpiadi del 1900 a Parigi ma non vinse medaglie per cui si ritirò dallo sport per dedicarsi alla sua impresa tessile fondata nel 1899.
Nel 1933 scappò in Olanda a causa della persecuzione degli ebrei, ma ritornò per breve tempo a Berlino per le Olimpiadi del 1936. Fu catturato nella notte di San Silvestro del 1943 a Rotterdam e venne deportato nel febbraio del 1944 nel campo di concentramento di Terezín, dove morì di fame e di freddo in una baracca.